# Abzurdah
Abzurdah es el libro e historia autobiográfica de la escritora Cielo Latini. Es su libro debut en la literatura argentina publicado en el año 2006. Fue descrito por la Editorial Planeta como "la perturbadora historia de una adolescente" y constituye "una visión irónica, casi tragicómica de la protagonista respecto a su vida".

## Argumento
La autora y protagonista comienza relatando el flagelamiento emocional que padeció durante su pubertad debido a su sobrepeso, a las características especiales de su personalidad y a la discriminación sufrida en consecuencia por parte de sus compañeros del Colegio Pedagógico. Al poco tiempo, sus padres la cambian al Colegio Estrada, donde empieza a juntarse con un grupo de chicas a las cuales describe como "fracasadas", y es entonces cuando toma consciencia de su físico y cae en un principio de anorexia durante unas vacaciones en Punta del Este, al descubrir que dejando de comer por unos días, su peso desciende.
Tras inaugurarse un colegio bilingüe cerca de su casa, sus padres deciden cambiarla nuevamente y, al no sentirse cómoda en su nuevo entorno, Cielo idea un plan para hacerse expulsar de allí. Sus padres, finalmente, decidieron cambiarla a un colegio católico: el Eucarístico. Pero ella siente que su plan fracasó, ya que sus padres ya habían decidido cambiarla mucho antes. En pocas horas se convirtió en parte del "grupete" popular, pero luego se fue alejando del mismo y se hizo amiga de otras tres chicas. En ese momento, la autora estaba profundamente enamorada de un chico, apodado Cocol.
Luego sus amigas decidieron no estar más con ella, y una de ellas empieza a salir con Cocol. Al enterarse ella cae en una depresión propia de la edad ("Las relaciones adolescentes son así: enfermizas y absolutas, a todo o nada"). Luego de la traición de aquella amiga, se sumergió en Internet y empezó a conocer gente por chat. De este modo conoce a Alejandro (nombre de usuario: Hogweed), con quien a lo largo de su adolescencia desarrollaría una relación íntima y amorosa.

«Es gracioso lo del mIRC y el fenómeno de Internet en general. Porque uno llega a conocer más, a creer que conoce mejor a un cyber amigo que a sus propios familiares o amigos.»
Cielo Latini, Abzurdah

Después de un tiempo la protagonista empieza la universidad en la UCA (Universidad Católica Argentina), y se hace mejor amiga de Pilar. Durante unas vacaciones, la protagonista descubre la bulimia y empieza a considerarse "insuficientemente flaca para llamar la atención" de Alejandro, quien en ese momento estaba viviendo con la gemela de la exnovia con quien había estado enamorado durante su temprana adolescencia. Cielo, sintiéndose reemplazada por su amor obsesivo, cae en la anorexia, un desorden alimenticio, y crea el blog mecomoamí, donde miles de adolescentes pro-anorexia hacían público su derecho a ser anoréxicas. Las relaciones con Alejandro y sus padres irían empeorando a lo largo de sus días, por lo que la protagonista cae en un profundo estado de depresión crónica. 

«Sufro todo eso y algunas otras delicias: depresión crónica, desesperación, sentimientos de inutilidad, culpa, rabia, ansiedad, soledad, aburrimiento y vacío. Pensamientos extraños ("Si adelgazo, Alejandro me va a querer"), percepciones inusuales ("Estoy gorda"), gestos suicidas, desviación sexual, intolerancia a la soledad, abandono, sumergimiento, dependencia ("Sin vos me muero"), relaciones tempestuosas (sí, claro), manipulación, masoquismo, exigencias.»
Cielo Latini, Abzurdah

Luego de una tentativa de suicidio en donde sobrevive, la protagonista es internada en su casa, donde comenzó a practicar la autoflagelación, es decir, se infligía cortes a ella misma. Y luego del "reemplazo celestial", en donde una chica la "sustituye" como novia de Alejandro, la autora "resucita" y comienza a escribir su libro, Abzurdah.
Las críticas a este libro residen en que Cielo parece alentar a que más chicas se hagan anoréxicas, creándose blogs acerca de cómo dejar de comer, cuántos kilos bajar, etc, Así como con la trama del libro que pareciera ser similar a la del libro ''Yo soy Choncha: El Diario de una Gorda'' del año 2003.

## Personajes

### Cielo
La autora o protagonista, es quien describe sus vivencias a lo largo de la historia. Es diagnosticada con trastorno límite de la personalidad (Borderline) ni bien inicia la terapia y el cuadro que describe en su libro responde a dicha estructura mental. La anorexia y la bulimia sólo constituyen epifenómenos dentro de una patología mayor que les da encuadre. Tiene un obsesivo amor hacia Alejo que al final sólo le ayuda a su destrucción y realmente es en sí la causa de casi todas sus desgracias. Aun así, Cielo al final del libro admite que Alejandro no era un verdadero protagonista en su historia, sino que ella lo hizo protagonista.

### Alejo (Hogweed)
Alejo era un hombre 9 años mayor que Cielo, a quien conoció a través del chat (su nick era Hogweed) y con quien mantiene una relación obsesiva durante años. Ella desarrolló una dependencia total de él en todos los aspectos de su vida, desde que lo conoció estuvo presente a lo largo de todo el libro. Ella lo culpa de la mayoría de sus problemas, ya que todo lo hacía por él. Alejo nunca correspondió igual ante los esfuerzos de Cielo.
Por su parte, luego de publicado Abzurdah, Alejo abrió una serie de blogs en los que se dedicó a limpiar su nombre, dando su versión de cómo sucedieron los hechos y la percepción que él tenía sobre su relación con Cielo.

### Néstor
Psicólogo de Cielo, es quien la ayuda -mediante la palabra- a encauzar su desborde. Es quien tiene poder sobre ella para hacerle entender las cosas y que se dé cuenta de que debe erradicar su existencialismo.

### Pilar
Mejor amiga de Cielo mientras estudiaba en la UCA. Era quien dejaba que se quedara en su casa cuando lo necesitaba, y quien la encuentra después de su tentativa de suicidio. 

«Pilar quiso irse a su casa, pero necesitaba su presencia. Pilar era mi sostén, valga la redundancia.»
Cielo Latini, Abzurdah

## Adaptación cinematográfica
La versión cinematográfica de la novela estuvo bajo la dirección de Daniela Goggi y fue protagonizada por la China Suárez como Cielo y Esteban Lamothe como Alejo. El film se rodó en la ciudad de La Plata a comienzos de 2015 y su estreno fue el 4 de junio del mismo año.